# Saponé
Saponé è un dipartimento del Burkina Faso classificato come comune, situato nella Provincia di Bazèga, facente parte della Regione del Centro-Sud.
Il dipartimento si compone del capoluogo e di altri 33 villaggi: Baguemnini, Balonghin, Banébanto, Bissiga, Bonkoré, Bonogo, Boulougou, Boulsin, Damkiéta, Damzoussi, Dawelgué, Diepo, Doutinga, Karangtanghin, Koakin, Koagma, Kougpaka, Koumsaga, Kounda, Kouri, Kuizili, Nionsna, Ouarmini, Ouidi-Wafé, Pazouétfom, Pissi, Sambin, Tanghin, Targho, Timanemboin, Toundou, Yansaré e Watinga.